# Szigligeti Alkotóház
A szigligeti Alkotóház vagy Puteani-Esterházy-kastély a lengyeltóthi Lengyel-, majd a Puteani, végül az Esterházy-család szigligeti uradalmának központja volt. A második világháború után államosították, az ötvenes évek óta az írók alkotóházaként működik, a rendszerváltásig a Népköztársaság Művészeti Alapja kezelésében, azóta a jogutód Magyar Alkotóművészeti Közalapítvány tulajdonában.

## A kastély története

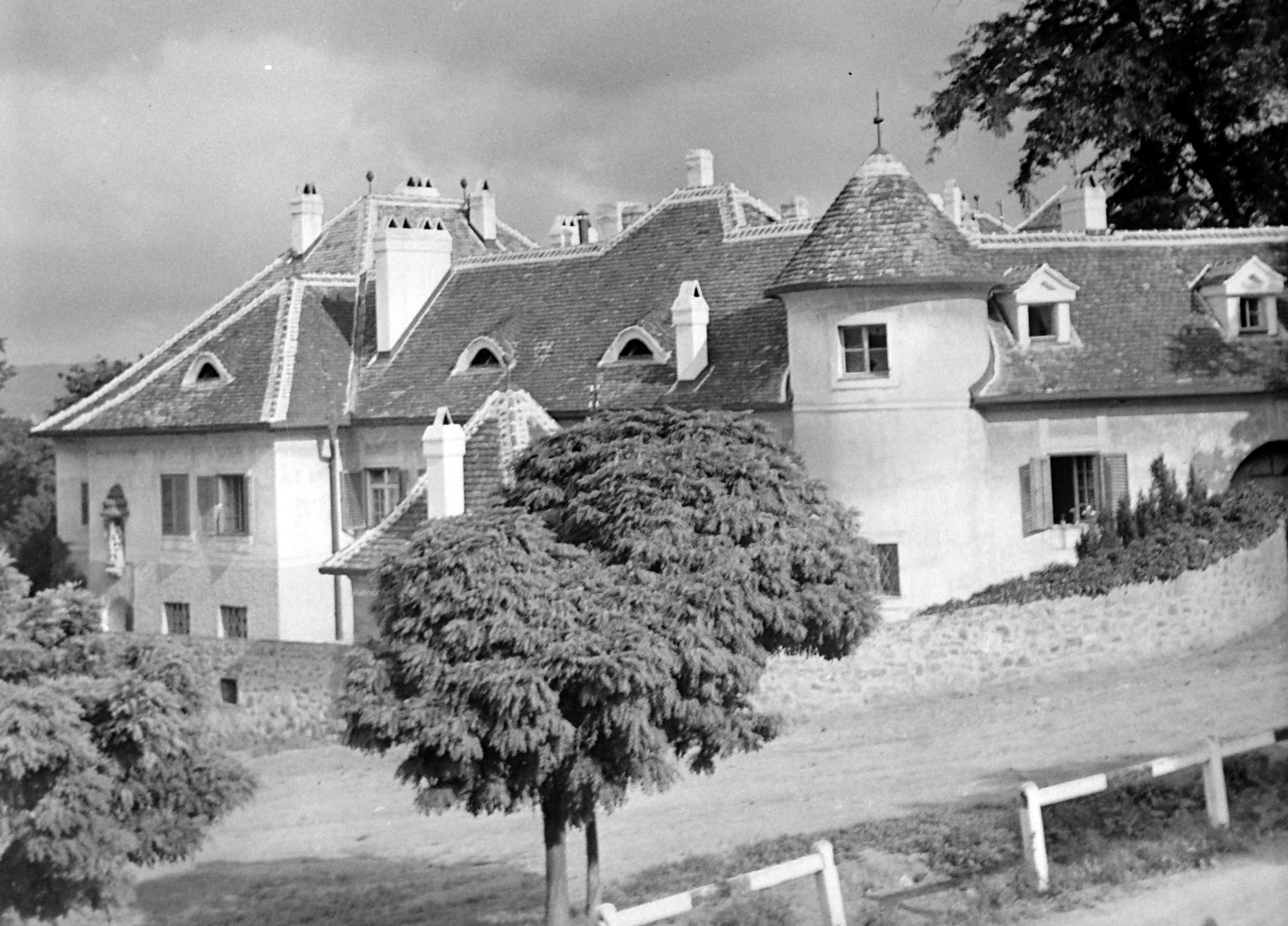
Az Esterházy-kastély 1948-ban

A kastély elődje még nem szerepelt az 1784-es katonai felmérés térképén, így a késő barokk nemesi kúriát feltehetően 1785-87 körül építtette a (1778 után bárói) lengyeltóti Lengyel család. Ebből a földszintes épületből két boltozatos szoba ma is azonosítható, tetejükön terasz található.  
A Lengyel-família utolsó férfi tagja, Lengyel (III.) Gáspár 1807-ben meghalt. Három lánya közül báró Puteani Vencelné Lengyel Krisztina örökölte a szigligeti uradalmat. A Puteani (vagy Puteány, Putheány) család olasz eredetű. Erhart de Puteanis Csehországba költözött, ahol 1637-ben birodalmi lovagi címet kapott. Puteani Vencel lovastisztként szolgált a 3. ulánusezredben és házassága révén szerezte magyarországi birtokait. A házaspár korai halála után kiskorú fiaik örökölték vagyonukat, Szigliget az 1811-ben született Józsefé lett, aki 1830-ban kapta kézhez örökségét. Puteani József az 1830-as években klasszicista stílusban kiépíttette a kastélyt, amely ekkor főhomlokzatán egyemeletes, oldalszárnyain földszintes külsőt kapott. Megjelent az északi torony is, ekkor még toronysüveg nélkül. A báró a Zala vármegyei megyegyűléseken a liberális ellenzék soraiban politizált. 1834-ben egy menekült lengyel tisztet rejtegetett a kastélyban. Az 1848-as forradalom idején képviselővé választották, de a szabadságharc bukása után sem került bíróság elé. Az 1854-es katonai felmérés térképének tanúsága szerint ekkorra már elkészült a kastély melletti tágas angolpark. 
A szigligeti birtok és a kastély József fiára, báró Puteáni Gézára szállt, aki 1893-ban még 2246 katasztrális holdnyi birtokkal rendelkezett. Vagyonát kártyára, nőkre és lóversenyre költötte és 1912-ben eladta a kastélyt, 589 holdnyi birtokot és 3000 holdnyi balatoni vízfelületet gróf Esterházy (II.) Pálnak; Puteani báró ezután balatonedericsi kastélyába költözött át.          

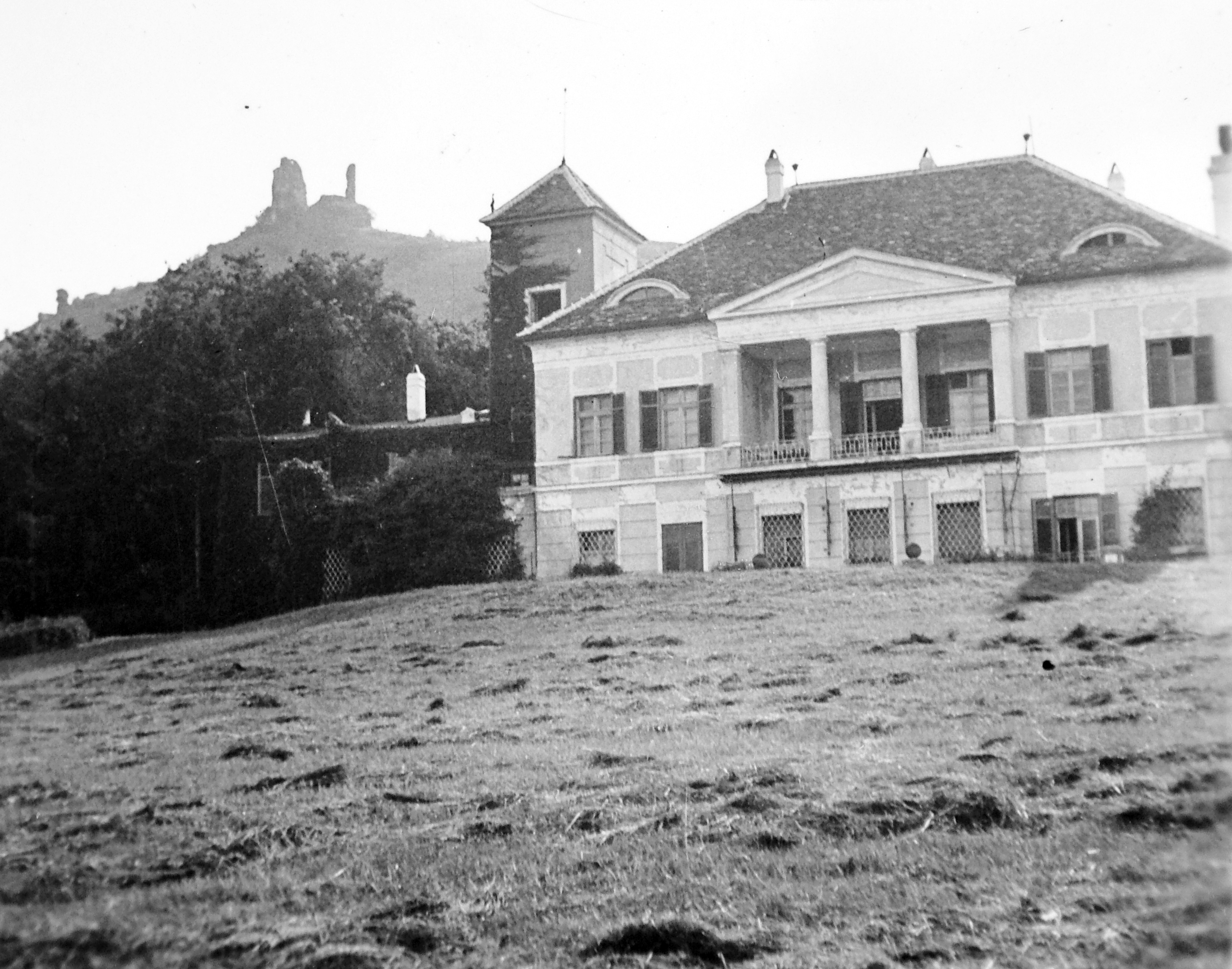
Az Esterházy-kastély 1949-ben, háttérben a vár

Esterházy gróf a család fraknói ága tatai mellékágának tagja volt, cs. és kir. kamarási rangot viselt és nagykövetként is szolgált. A szigligeti kastély kibővítésének megtervezésével Eduard Thumb és Carl Badstieber bécsi építészeket bízta meg. A munkálatokra 1915-1916-ban került sor. A klasszicista főtömb bal szárnya új, egyemeletes résszel bővült, elkészült a neobarokk Bujtás-kapu, feltöltötték a hátsó udvart, így a hátsó, keleti homlokzat magasföldszintesből földszintessé vált. A park északkeleti részén elkészült az alsó kapu és a mellette lévő kápolna. A gróf 65 méter mély artézi kutat fúratott, innen látták el vízzel a kastélyt, az angol mintára felújított marhaistállót és a kertészetet.    
Esterházy Pál 1932-ben meghalt, a kastélyt özvegye, Deym Izabella grófnő örökölte, aki 1945-ig élt itt. A földbirtok (csak Szigligeten 3639 hold) a gróf unokaöccsének fiára, Esterházy Jánosra szállt, aki szintén Szigligetre költözött és a kiskastélynak is nevezett tiszttartói házban lakott a családjával. A főkertész ekkor Talabér Gábor volt, aki a park gondozása mellett a jól jövedelmező 6 holdnyi kertészetet is vezette. A világháború után ő akadályozta meg a kastélypark kiirtását.   
A szovjet csapatok közeledtére a grófnő az ausztriai Steinhofba menekült. Az értékes bútorok egy részét, valamint Esterházy Pál kardját, aranyláncát és serlegeit befalazták. A kincsek jóval később, egy csőtörés miatti falbontás során kerültek elő.   
A második világháború után a kastélyt államosították. 1947-48 között Állami Gazda- és Gazdaasszonyképző Iskola működött az épületben. 

## Alkotóház
1952-ben az Irodalmi Alap kezelésébe került és Bölöni György kezdeményezésére alkotóházat hoztak létre benne. A következő tíz évben több ütemben átalakították a kastélyt új funkciójának megfelelően. Az alkotóházban a Kádár-korszak szinte minden jelentősebb írója vagy költője eltöltött valamennyi időt. Megfordult itt többek között Örkény István, Zelk Zoltán, Kassák Lajos, Nemes Nagy Ágnes, Kolozsvári Grandpierre Emil, Szabó Magda, Nagy László, Pilinszky János, Németh László, Fekete István, Lázár Ervin, Weöres Sándor, Déry Tibor vagy Füst Milán.   
Az alkotóház egész évben üzemel, 30 vendégszobával, mintegy 75 férőhellyel.
A József Attila Kör (JAK) évente irodalmi tábort szervez itt, a Szigligeti Nyár keretében a kastélyparkban koncerteket rendeznek, a Nemzetközi Népi Építészeti Konferencia is itt kerül megrendezésre. Az egyik szobában bekereteztek egy olyan falrészt, amelyet az alkotók elláttak kézjegyükkel. 

## A park
A tájképi kert ma 9,2 ha területű, legkorábbi ültetvényei a telekhatáron futó Tapolca-patak partján láthatók (tiszafák, fehér nyárak, vadgesztenyék, kocsányos tölgyek, hársak, bükkök). A 19. századi fenyőtelepítések következtében ma az ország egyik legnagyobb fenyőgyűjteménye látható (120 körüli fajszám), a fajok összszáma kb. 520. A kert 1954 óta védett, 1997 óta fokozottan védett. Legmélyebb részén 1962-ben kis tavat alakítottak ki, szigetén hatalmas platánnal. 
A parkban szobrok is láthatók, így Pátzay Pál Törülköző nője (1968), vagy Borsos Miklós Primaverája, de látható az alapító Bölöni György mellszobra is.

## Külső hivatkozások
- Itt nyaraltak az írók a Kádár-korszakban: volt, aki titokban szökött be egy írónőhöz
- Esterházy Kastély – Irodalmi Alkotóház www.szigliget.hu
- Esterházy-kastély és parkja Kirándulástervező.hu
- A szigligeti Puteani-Eszterházy-kastély MúltKor